# Punta Yuseff
Punta Yuseff ist eine Landspitze im Norden der Livingston-Insel im Archipel der Südlichen Shetlandinseln. Auf der Ostseite des Kap Shirreff, dem nördlichen Ausläufer der Johannes-Paul-II.-Halbinsel, trennt sie den Playa Larga vom Half Moon Beach im Süden.
Chilenische Wissenschaftler benannten sie nach Sergio Yuseff Sotomayor, Kapitän des Schiffs Capitán Luis Alcázar bei der 44., 45. und 46. Chilenischen Antarktisexpedition (1989–1990, 1990–1991 und 1991–1992).